# Fontana dello Sprone

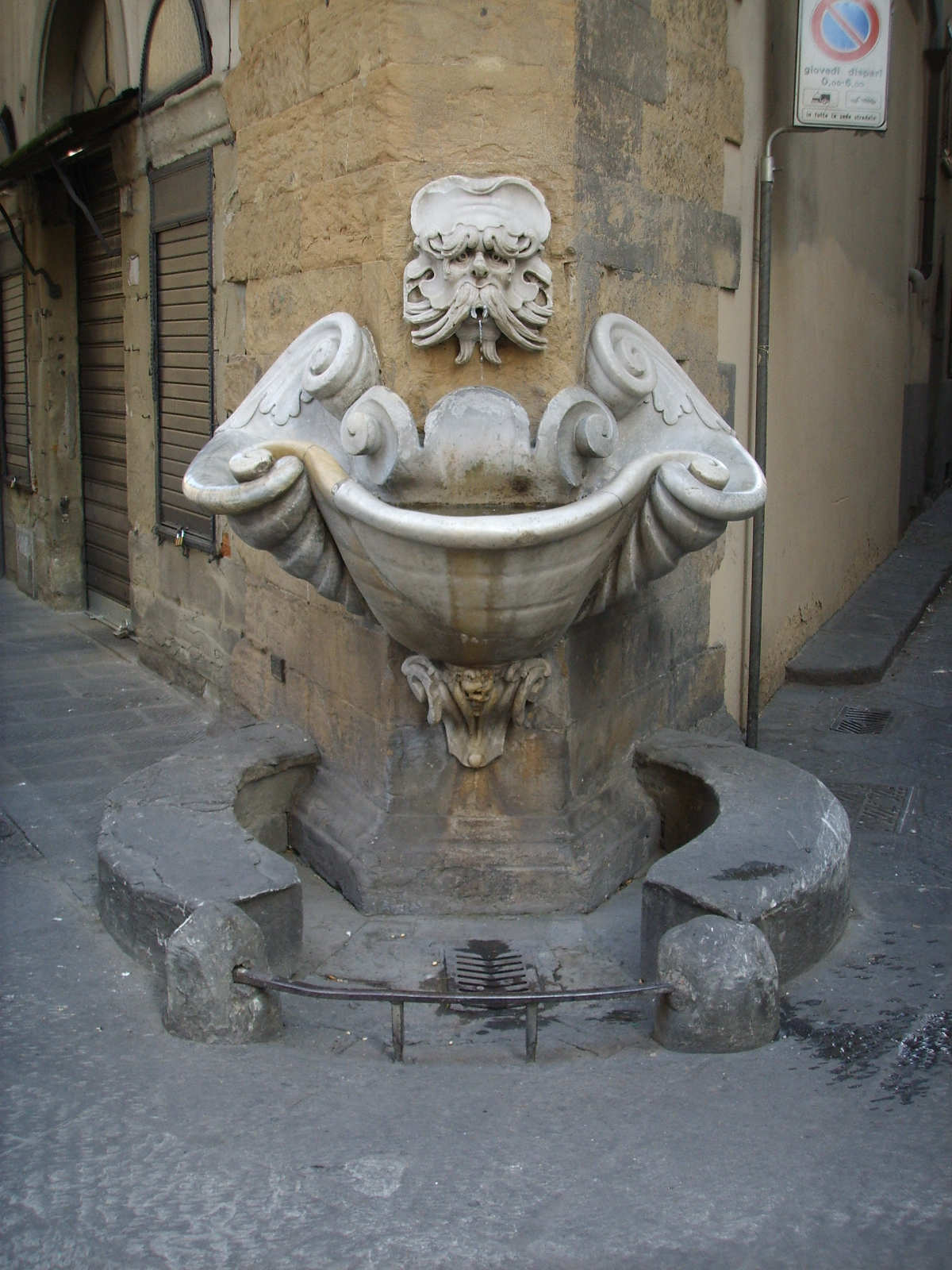
Fontana dello Sprone

La fontana dello Sprone  si trova a Firenze, tra via dello Sprone e Borgo San Jacopo, in uno stretto angolo al di sotto di una terrazza privata della Casa dei Frescobaldi. È una delle fontane pubbliche più famose ed eleganti della città, tra le più belle del quartiere di Oltrarno.
Con sprone si indica una cantonata formata da due strade che si intersecano ad angolo acuto, per cui l'edificio che vi è compreso ha una forma a base trapezoidale: ve ne sono parecchi a Firenze.

## Storia e descrizione

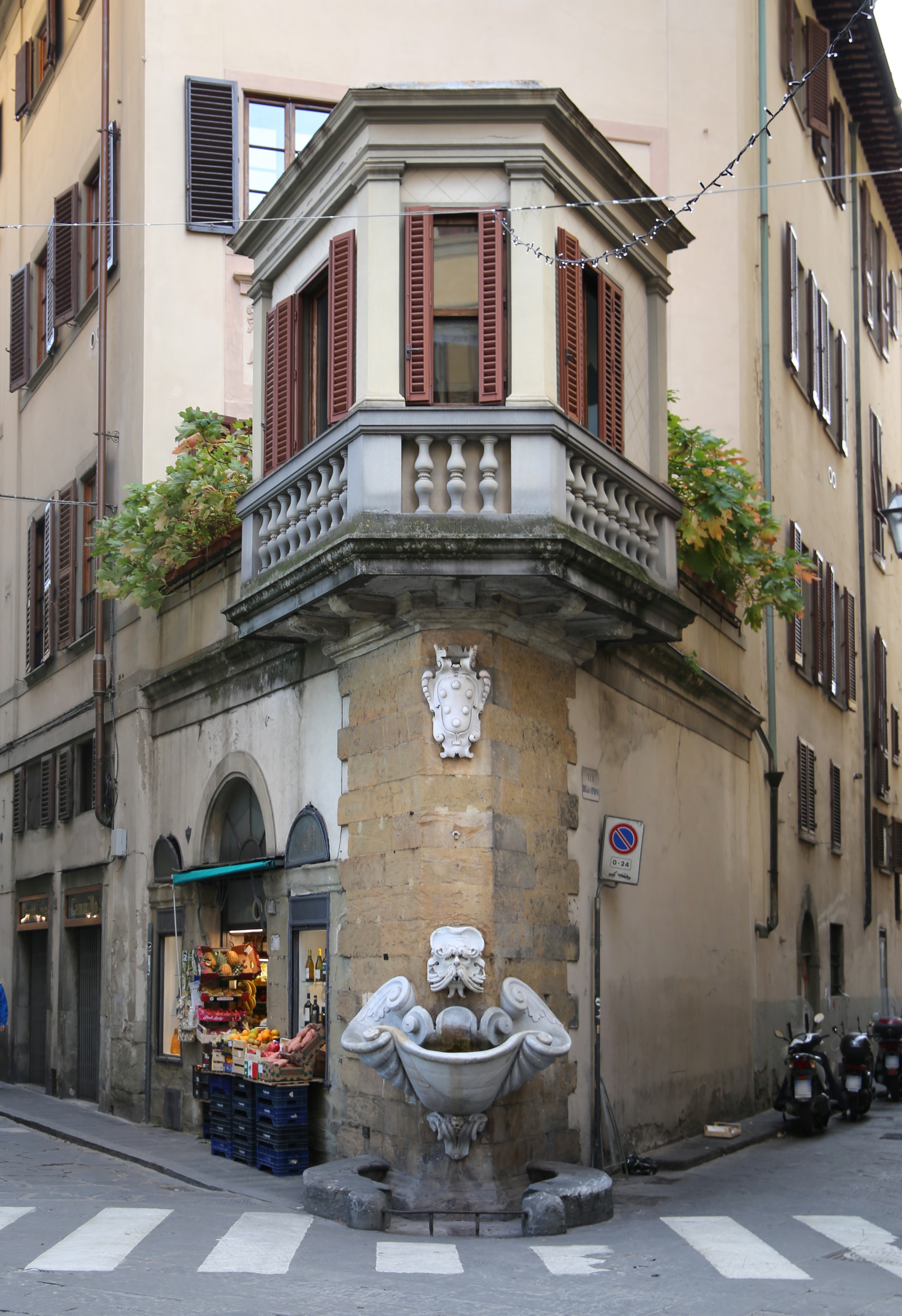
Lo sprone

Lo sprone, in pietra, è arricchito da uno scudo con l'arme dei Medici e da una fontana (da considerare non di pertinenza della casa ma squisito elemento di arredo urbano) con la vasca a forma di conchiglia e con lo zampillo che esce da un mascherone grottesco, il tutto di pretto gusto tardo manierista, ed era realizzata in modo da creare una cascata sul davanti, che finiva nella vasca sottostante di raccolta e smaltimento dell'acqua. A lungo la si è ritenuta opera di Bernardo Buontalenti, con datazione al 1608, nel quadro degli allestimenti messi in opera per il matrimonio di Cosimo II de' Medici e Maria Maddalena d'Austria, al pari delle statue poste ai quattro angoli del ponte Santa Trinita. 
Recentemente si è chiarito (Galante) come la fontana sia stata in realtà allestita al termine dei lavori dell'acquedotto voluto da Ferdinando II, nel 1638-1639, ed eseguita dallo scultore Francesco Generini. 
Agli inizi dell'Ottocento la fontana - per lo più nota come fontanello dello Sprone o fontana della Nicchia - è stata restaurata ad opera di Giuseppe Del Rosso e nuovamente lo è stata nel 1944 a seguito di alcuni danni di guerra. 
Nel 1984 un'infelice iniziativa del Comune collocò un semaforo sullo sprone, tra lo stemma mediceo e la fontana. L'artista Mario Mariotti, che aveva il suo atelier nei dintorni in via Toscanella, via appose una singolare pasquinata su un cartello:  “tu che lo sguardo a questa fonte poni / nota la differenza fra le palle e i coglioni!”, con riferimento alle palle dello scudo e alla stupidità di chi aveva violato un luogo tanto pregevole. Fortunatamente il semafoto venne tolto poco dopo, anche se ne restano i fori di installazione sulla pietra. 
Nell'estate del 2014 un nuovo intervento ha interessato l'arredo nell'ambito del progetto FLIC (Florence I Care) promosso dal Comune di Firenze (ditta esecutrice Pantone Restauri con finanziamenti della Fondaco Srl di Venezia).
La fontana è composta da un mascherone che spruzza acqua in una vasca a forma di conchiglia caratterizzata da ampie ed eleganti volute del bordo.